# ۴۶۸ (پیش از میلاد)
۴۶۸ (پیش از میلاد) ۴۶۸مین سال قبل از تقویم میلادی است.